# The Pillowman
The Pillowman è un’opera teatrale del drammaturgo irlandese Martin McDonagh. Una prima versione della pièce andò in scena sotto forma di lettura pubblica al Finborough Theatre di Londra nel 1995, per poi essere rimaneggiata e parzialmente riscritta fino alla versione definitiva, debuttata al Royal National Theatre nel 2003. Il dramma vinse il Laurence Olivier Award alla migliore nuova opera teatrale ed è successivamente andato in scena anche a Broadway (2005), Chicago (2006), Lituania (2006), Seul (2007), Hong Kong (2008), Argentina (2008), Brisbane (2009), Ankara (2011), Parigi (2012), Iran (2013), Genova (2013) ed Irlanda (2015).
La pièce racconta di Katurian, uno scrittore di racconti macabri e violenti, che viene arrestato e interrogato da due agenti, Ariel e Tupolski, perché le sue storie stanno venendo usate come modus operandi da un assassino di bambini. Quando scopre che il fratello Michal, mentalmente instabile, ha confessato gli omicidi, Katurian si addossa la colpa e accetta la condanna a morte, a patto che le sue storie vengano salvate. Il dramma presente numerose delle storie di Katurian, alcune semplicemente narrate, altre messe in scena nel corso della rappresentazione; tra esse, anche “The Writer and the Writer’s Bother”, un racconto autobiografico che spiega com’è nata la fantasia morbosa di Katurian, che i genitori avevano stimolato facendogli sentire la tortura di Michal nella stanza accanto.

## Trama

### Atto I
Scena 1
Gli agenti Ariel e Tupolski sono con Katurian in una sala interrogatoria. All’inizio Katurian non sa di cosa lo stiano accusando e crede che i poliziotti sospettino che i suoi racconti contengano messaggi politicamente sovversivi. I detective a Katurian parlano di una serie di efferati omicidi ispirati ai racconti dello scrittore, quando Ariel si allontana brevemente e si sente Michal, il fratello di Katurian, urlare. Ariel ritorna con la mano sporca di sangue e annuncia che Michal ha confessato gli omicidi e la complicità di Katurian. Infatti, le storie “The Little Apple Men" (Gli omini di mela) e "The Tale of the Town on the River” (La storia della città sul fiume) raccontano di crudeli omicidi di bambini nei modi – presumibilmente – messi poi in atto da Michal. Katurian nega le accuse e ribadisce che il suo compito di narratore sia raccontare storie.
Scena 2
Katurian è stato cresciuto da genitori amorevoli ed incoraggianti, il che lo ha portato a scrivere numerosi racconti allegri. Una notte, durante l’infanzia, comincia a sentire suoni di tortura nella stanza accanto e questo trauma si ripercuote sulle sue storie, che diventano via via più morbose, sadiche e violente. Una notte un foglio scivola da sotto la porta misteriosa e Katurian legge che il bambino torturato è Michal, un fratello di cui ignorava l’esistenza, che è stato seviziato per sette anni dai genitori, in un perverso esperimento artistico per rendere Katurian un grande scrittore. Katurian allora irrompe nella stanza, dove scopre che i genitori gli stavano facendo uno scherzo: erano tutti suoni registrati, non c’è nessun bambino torturato. Tuttavia, anni dopo Katurian ritorna nella casa e scopre il cadavere bruciato del fratello e, sotto al materasso, il manoscritto di una storia bellissima, migliore di qualunque racconto che lui abbia mai scritto. Frustrato, brucia il racconto. Katurian interrompe la narrazione e dice che l’ultima parte della storia è inventata, dato che una volta entrato nella stanza, lo scrittore aveva trovato Michal in vita e aveva soffocato i genitori con il cuscino per punirli della loro crudeltà.

### Atto II
Scena 1
Katurian e Michal sono insieme in una cella e lo scrittore è appena stato torturato. Il fratello annuncia allegramento di non essere stato torturato per davvero, ma che ha finto con Ariel. Michal chiede a Katurian di raccontargli la sua storia preferita, “The Pillowman”, su un uomo magico fatto di cuscini che convince i bambini a suicidarsi per evitare loro un futuro si solitudine e sofferenza. Michal ammette di aver ucciso i bambini, accusando Katurian di averlo incitato con le sue storie; poi, confessa di aver letto “The Writer and the Writer’s Brother” e di essere dispiaciuto del finale violento, dato che un lieto fine sarebbe stato migliore per lui. Katurian culla il fratello e gli racconta una storia, “The Little Green Pig”, e, quando Michal si addormenta, lo soffoca per risparmiagli l’esecuzione. Poi chiama la guardia e annuncia di essere pronto a fare una confessione e un accordo.
Scena 2
Katurian racconta alla polizia che il fratello ha rapito una bambina e che l’ha rinchiusa come nella storia “The Little Jesus”. Nel racconto, una bambina crede di essere la reincarnazione di Cristo e va in giro benedicendo i poveri e gli afflitti; quando i suoi genitori muoiono in un incidente orribile, la ragazzina viene mandata da una coppia affidataria che non asseconda la sua mania. La nuova famiglia la flagella, crocefigge e la seppellisce viva, sfidandola a resuscitare il terzo giorno. Il che, ovviamente, non accade.

### Atto III
Nella sala interrogatori con Ariel e Tupolski Katurian confessa l’omicidio dei tre bambini, di Michal e dei genitori. Ariel, che si prepara a torturare lo scrittore, annuncia il suo odio per gli assassini di bambini e Tupolski rivela che il collega era stato violentato dal padre, che poi ha ucciso. Tupolski proibisce ad Ariel di torturare l’autore per poter finire di interrogare: il detective crede che la bambina scomparsa possa essere ancora viva, dato che nella storia viene sepolta viva, ma Katurian non sa dove possa essere. Tupolski racconta allo scrittore una sua storia, in cui un vecchio saggio cinese che vive su una torre salva un bambino sordo che cammina sui binari e rischia di essere travolto da un treno. Tupolski si identifica con il saggio, che salva la vita delle persone senza intervenire direttamente in esse. Ariel ha trovato la bambina, che si scopre non essere stata torturata come in “The Little Jesus”, ma semplicemente dipinta di verde come in “The Little Green Pig”. È evidente allora che Katurian non abbia ucciso i bambini, dato  che ignora i dettagli degli omicidi, ma ormai l’accordo è fatto ed Ariel spara allo scrittore. Il poliziotto sta per bruciare tutti i racconti dello scrittore, quando Katurian si rianima e racconta che nei secondi prima della sua esecuzioni si sia raccontato un’ultima storia: il Pillowman era apparso a Michal da bambino, ma il ragazzo decise di non suicidarsi e subire anni di torture affinché il fratello diventasse un grande scrittore. Nella storia che immaginava, Ariel avrebbe bruciato le storie, ma Katurian era stato ucciso prima di finire il racconto; Ariel decide di non distruggere i racconti.

## Personaggi e interpreti
| Personaggio | Descrizione                                                                                             | Londra, 2003  | Broadway, 2005    | Chicago, 2006   | Genova, 2013    |
| ----------- | --- | ------------- | ----------------- | --------------- | --------------- |
| Katurian    | Scrittore di racconti macabri e violenti, causati da un sadico esperimento artistico dei genitori.      | David Tennant | Billy Crudup      | Jim True-Frost  | Aldo Ottobrino  |
| Michal      | Fratello di Katurian, mentalmente instabile per le torture subite per sette anni ad opera dei genitori. | Adam Godley   | Michael Stuhlbarg | Michael Shannon | Alberto Giusta  |
| Ariel       | Un poliziotto crudele e violento, con un passato di abusi alle spalle e una predilezione per la tortura | Nigel Lindsay | Željko Ivanek     | Yasen Peyankov  | Enzo Paci       |
| Tupolski    | Il "poliziotto buono" con velleità artistiche, ma non privo della stessa violenza del collega.          | Jim Broadbent | Jeff Goldblum     | Tracy Letts     | Andrea Nicolini |